# Ženijní skupinové velitelství III Králíky
ŽSV Králíky je linie československého opevnění stavěného v letech 1935–1938. Tato linie se skládala z úseku začínající severně od Červeného Potoka, dále pokračuje jižně a pomalu se stáčí k západu, prochází mezi Prostřední Lipkou a Králíky, kde se také nachází první ze tří dělostřeleckých tvrzí Hůrka. Dále linie míří k Dolním Boříkovicím a stoupá na 845 metrů vysoký vrch Bouda, kde se také nachází stejnojmenná tvrz Bouda, poté východně míří na vrch Vysoký kámen a klesá Mladkovu a u Petroviček vystupuje na 765 metrů vysoký Adam s tvrzí Adam. Linie dále míří severovýchodně kolem Českých Petrovic a končí několik kilometrů severně od Klášterce nad Orlicí. V této oblasti mělo být postaveno 58 objektů těžkého opevnění, z čehož bylo realizováno 56 objektů. ŽSV Králíky byl nejvíce dokončený úsek československého těžkého opevnění.

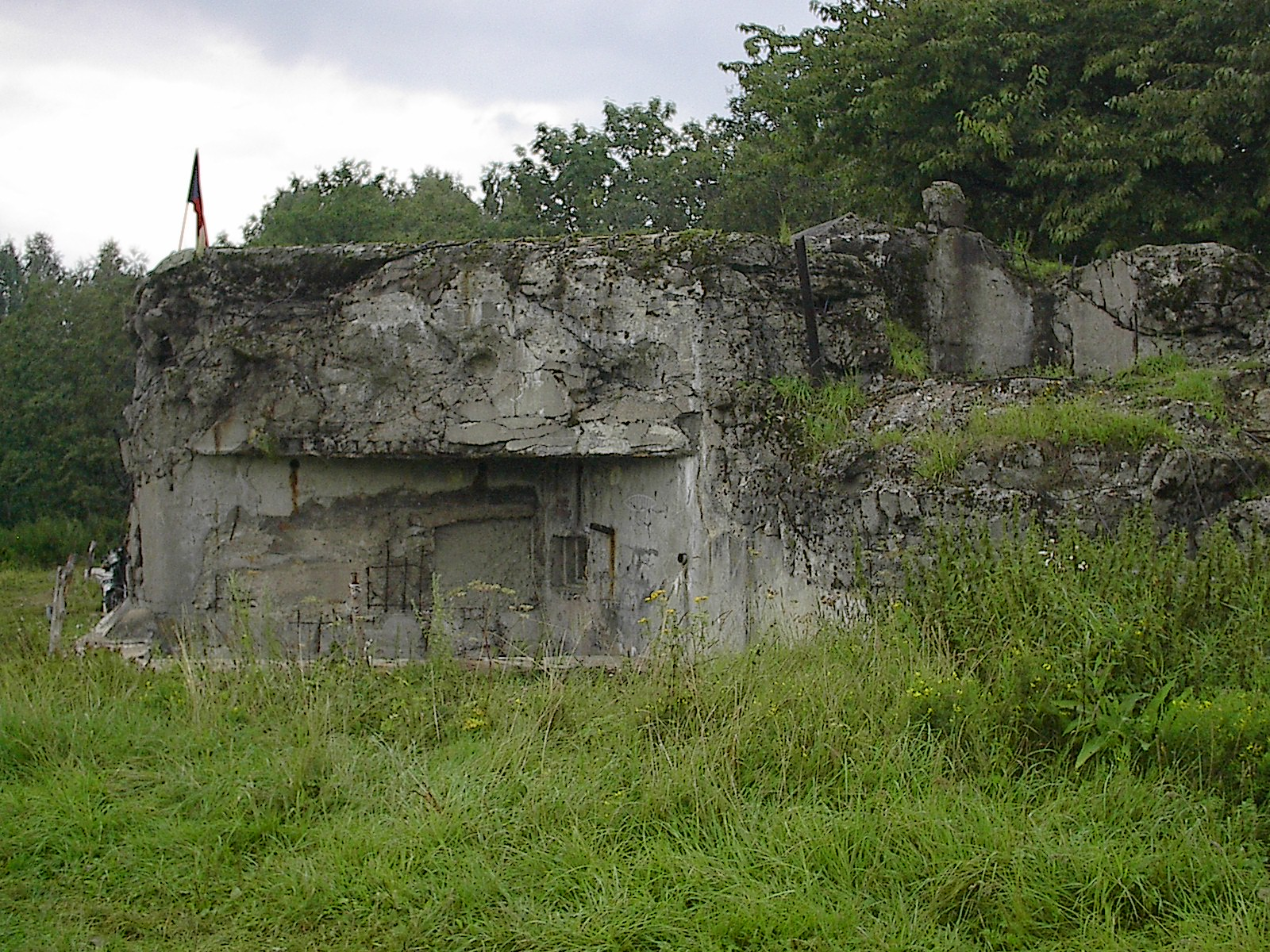
K-S 15 "U lípy"

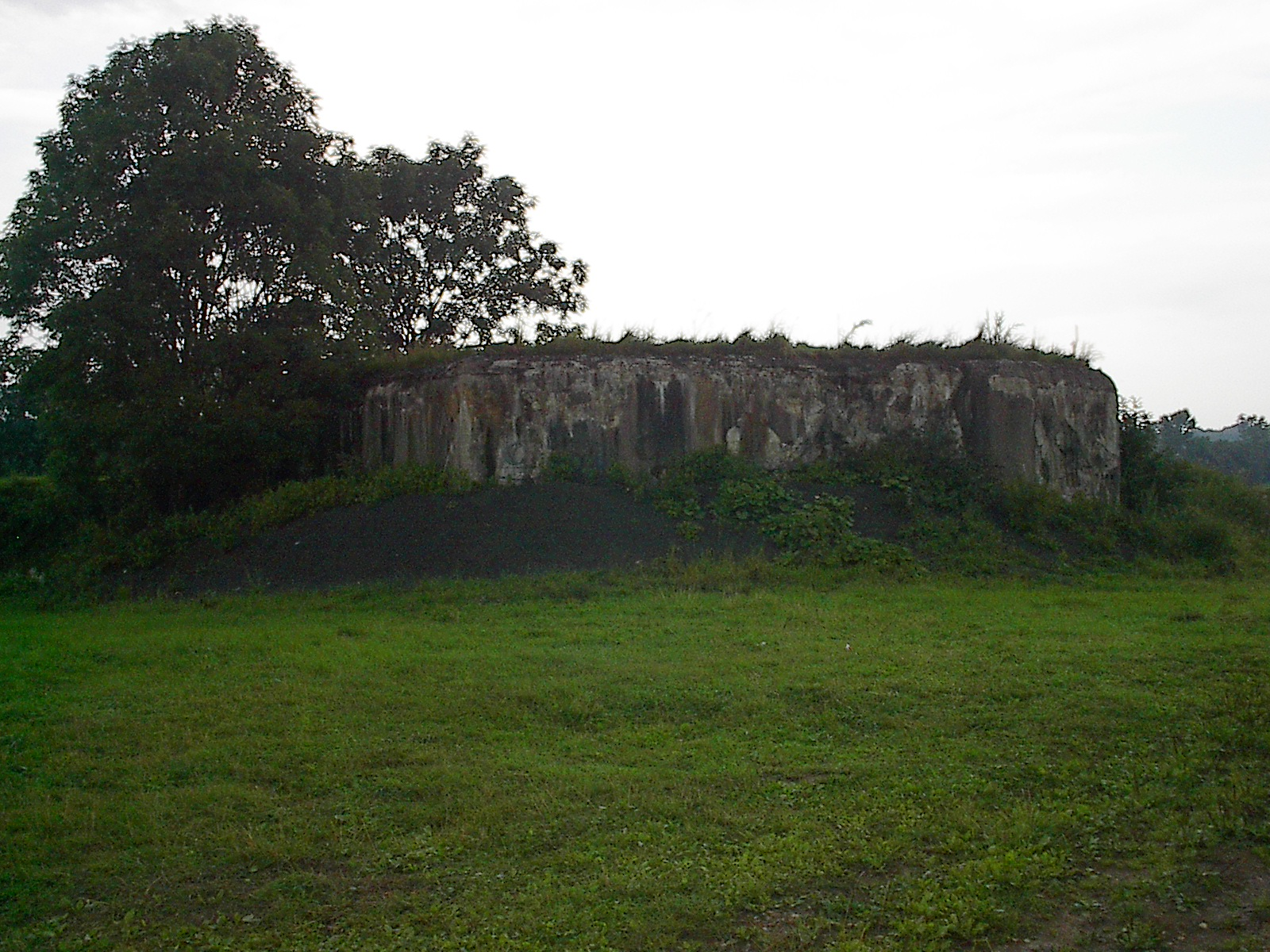
K-S 16 "U dráhy"

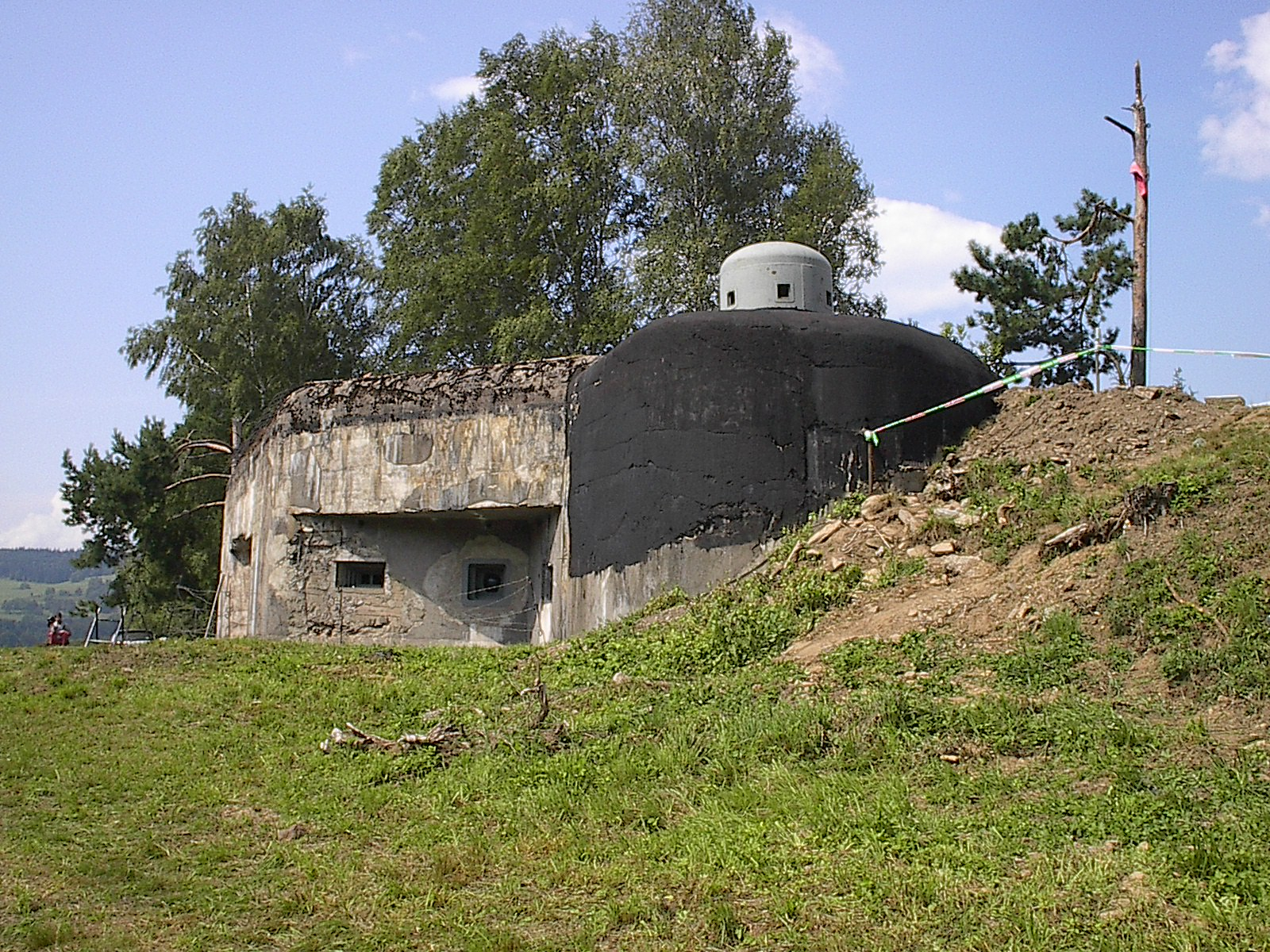
K-S 32 "Na růžku"

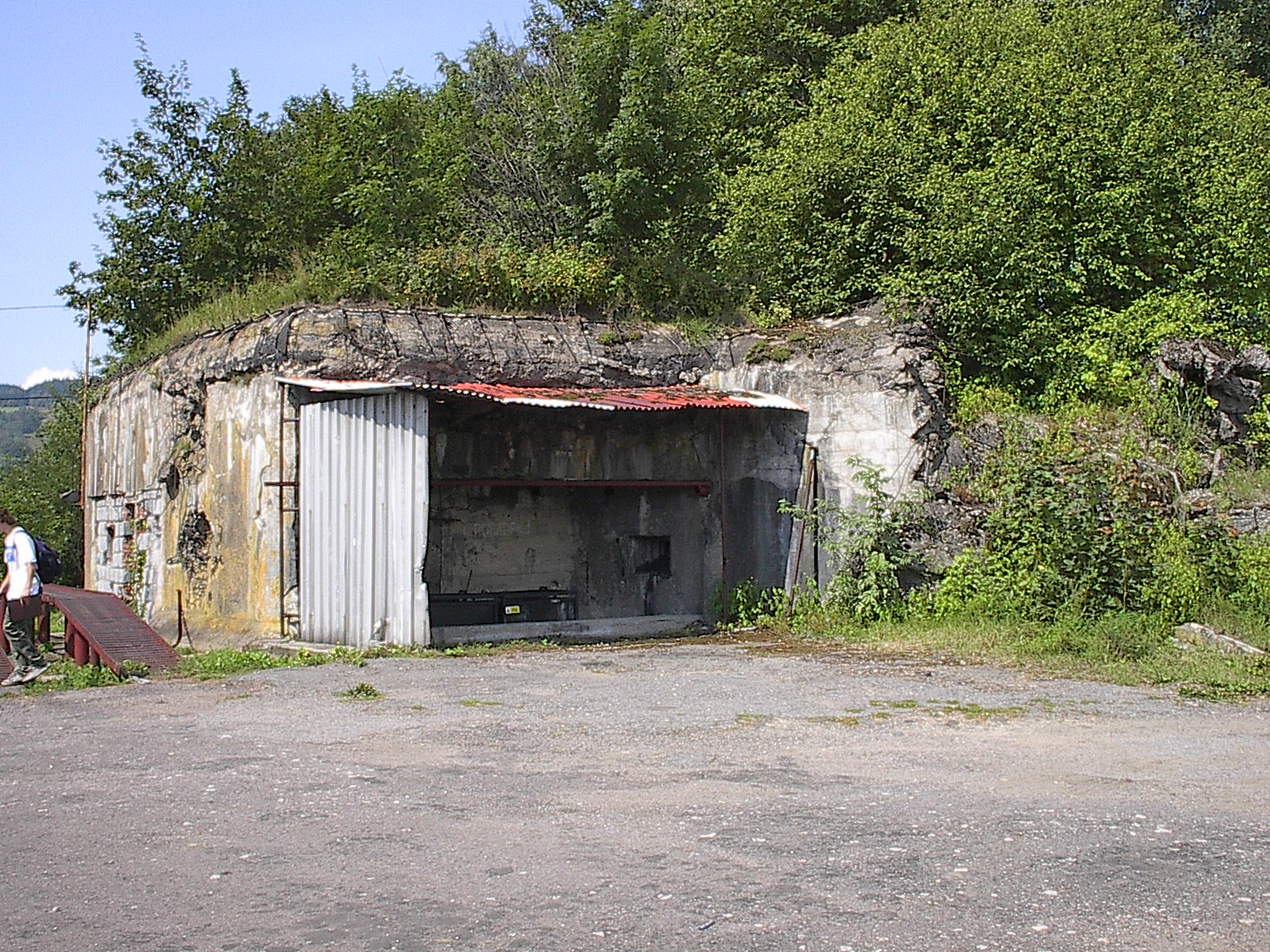
K-S 33 "U ovčárny"

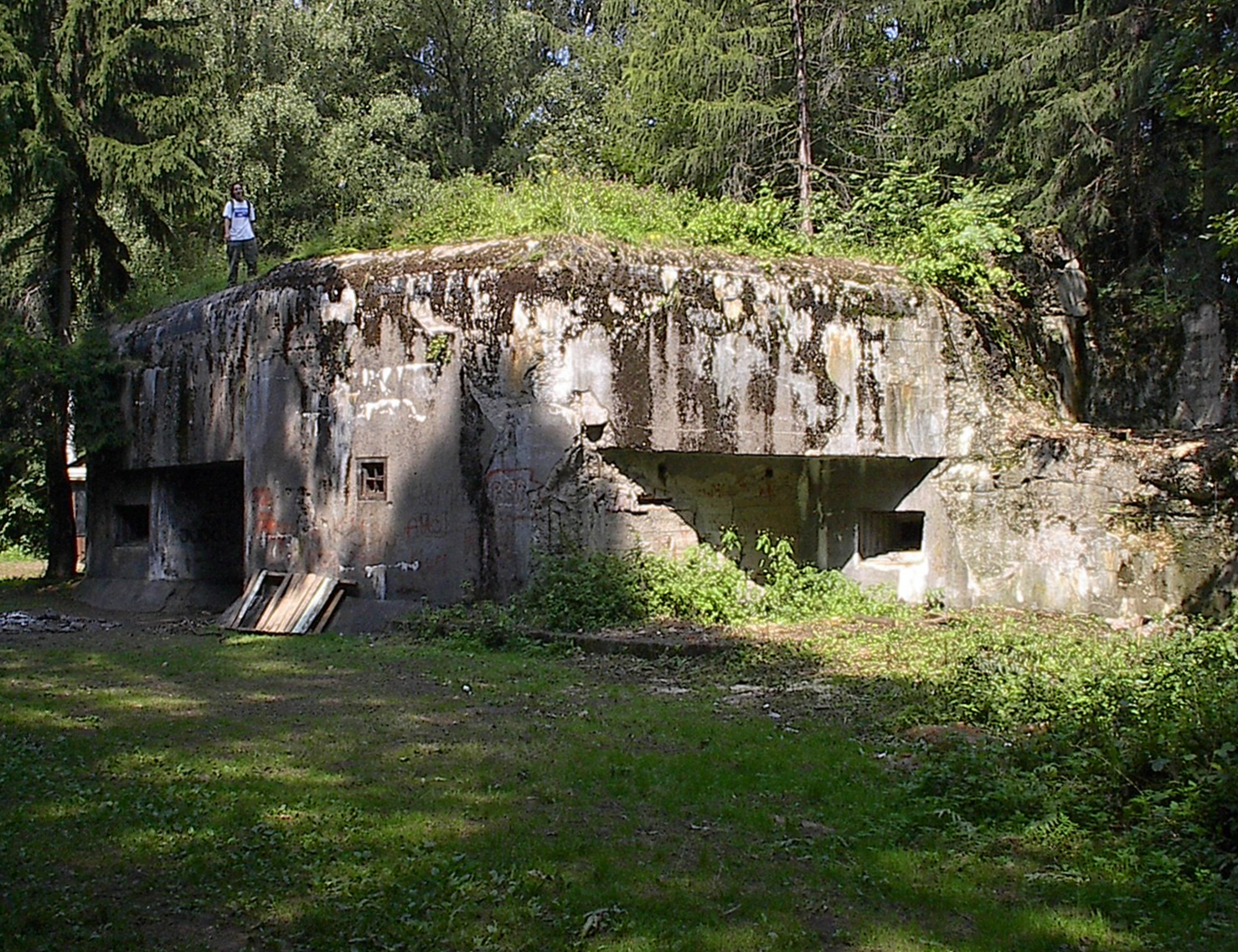
K-S 35 "Nad lesem"

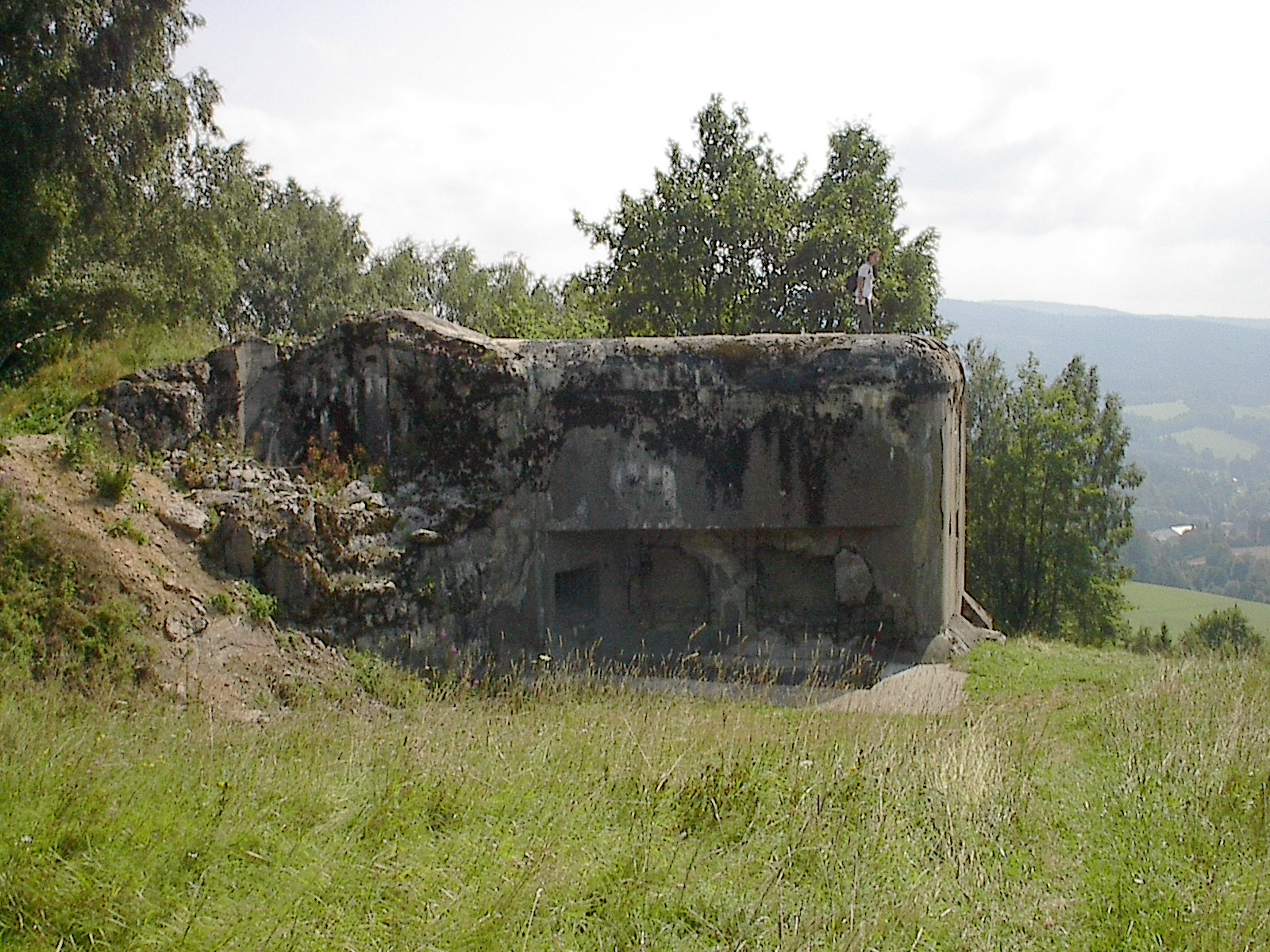
K-S 36 "Pod Adamem"

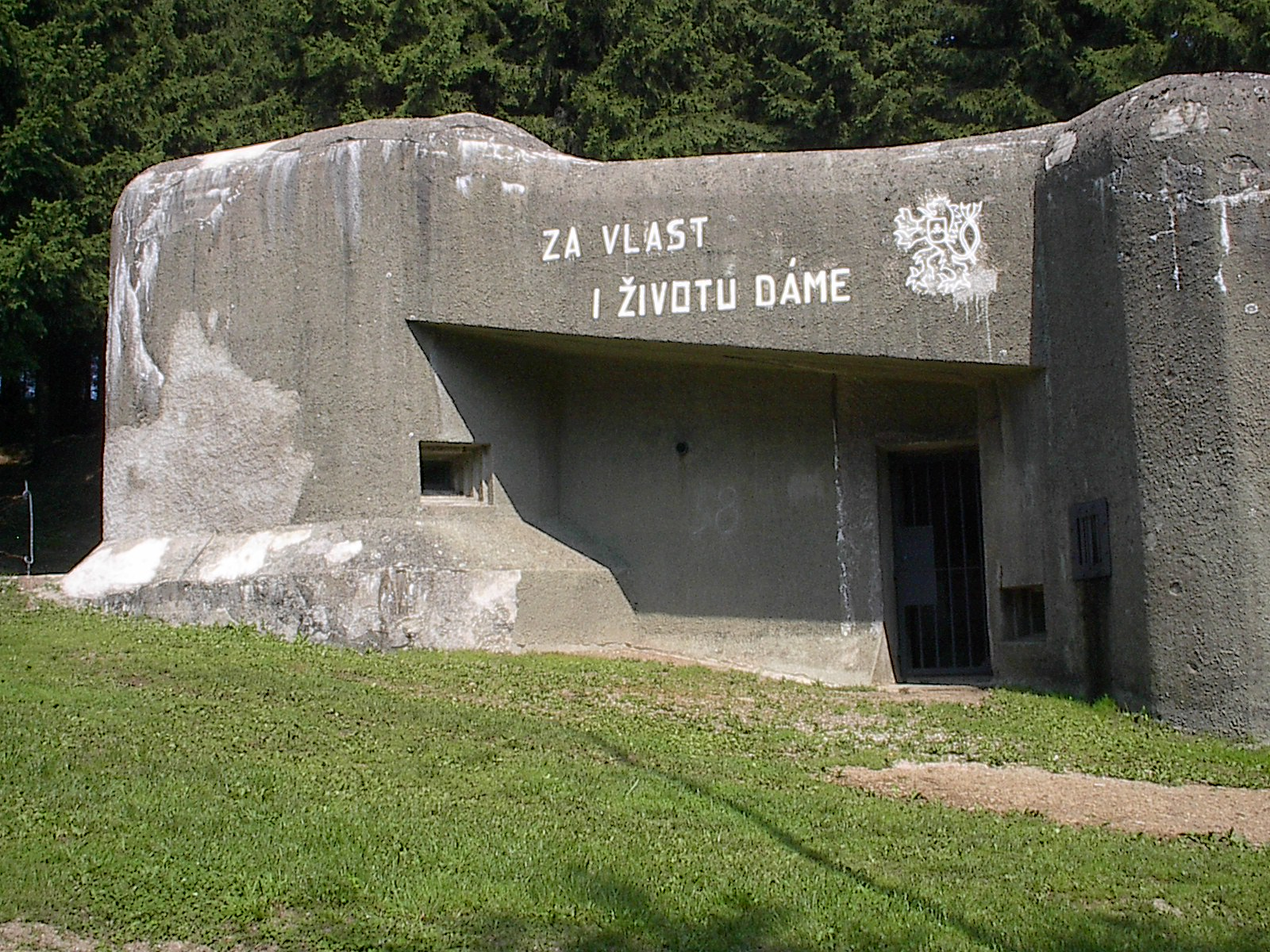
K-S 37 "Na rozhledně"

## Seznam opevnění
- K-S 1
- K-S 2
- K-S 3
- K-S 4
- K-S 5
- K-S 6
- K-S 7
- K-S 8
- K-S 9
- Sestava dělostřelecké tvrze Hůrka
  - K-Bg-S 10
  - K-Bg-S 11
  - K-Bg-S 12
  - K-Bg-S 12a
  - K-Bg-S 12b
  - K-Bg-S 13
- K-S 14
- K-S 15
- K-S 16
- K-S 17
- K-S 18
- K-S 19
- K-S 20
- Sestava dělostřelecké tvrze Bouda
  - K-Ba-S 21
  - K-Ba-S 22
  - K-Ba-S 22a
  - K-Ba-S 23
  - K-Ba-S 24
- K-S 25
- K-S 26
- K-S 27
- K-S 28
- K-S 29
- K-S 30
- K-S 31
- K-S 32
- K-S 33
- K-S 34
- K-S 35
- K-S 36
- K-S 37
- K-S 38
- Sestava dělostřelecké tvrze Adam
  - K-Am-S 39
  - K-Am-S 40
  - K-Am-S 41
  - K-Am-S 42
  - K-Am-S 43
  - K-Am-S 43a
  - K-Am-S 44
  - K-Am-S 45
- K-S 46
- K-S 47
- K-S 48
- K-S 49
- K-S 50
- K-S 51
- K-S 52
- K-S 53a
- K-S 53b